# سيلفيا كاي
سيلفيا كاي (بالإنجليزية: Sylvia Kay)‏ هي ممثلة بريطانية، ولدت في 1936 في آلترنكهام في المملكة المتحدة، وتوفيت في 18 يناير 2019 في لندن في المملكة المتحدة.

## وصلات خارجية
- سيلفيا كاي على موقع IMDb (الإنجليزية)
- سيلفيا كاي على موقع روتن توميتوز (الإنجليزية)
- سيلفيا كاي على موقع قاعدة بيانات الفيلم (الإنجليزية)